# Abdelkader Dahmichi
Abdelkader Dahmichi, né le 28 avril 1981 à Bruxelles, est un imam, prédicateur, exorciste et conférencier belgo-marocain, actif en Belgique à partir des années 2000.

## Biographie
En 2000[réf. nécessaire], il intègre le Centre islamique et culturel de Belgique, où il travaille comme assistant social, notamment dans les services de conversion et social. Cinq ans plus tard, il se spécialise dans la roqya prophétique et l'exorcisme. Plus tard, il devient responsable de ce centre et commence une carrière en tant qu'imam,.
En 2011, il lance le projet visant à ouvrir une maison de repos islamique à Bruxelles, respectant les préceptes de l'islam,. Le projet est financé sur fonds privés,. L'inauguration était prévue trois ans plus tard à Evere.
En juin 2014, au nom du Centre islamique et culturel de Belgique, il condamne l'attentat du musée juif de Belgique. Plus tard dans l'année, il lutte activement contre le départ des jeunes de Bruxelles vers la Syrie qui ont pour but de combattre pour l'État islamique. Il collabore alors régulièrement avec le professeur en islam d'Anvers Brahim Achargui.
Par la suite, il se spécialise également dans la hijama prophétique. Il apparaît parfois dans les médias belges pour apporter des éclaircissements sur les fêtes islamiques en Belgique.
Il fait partie des imams bénéficiant de larges audiences en Belgique durant les années 2010 et 2020,.

## Divers

### Arrestation en Arabie saoudite
Le 30 août 2017, il est arrêté à La Mecque en Arabie saoudite pour une affaire de fraude en rapport avec son agence de voyage Sorif Travel,,. Soupçonné d’escroquerie, l’imam passe trois semaines en détention en Arabie Saoudite avant d'être blanchi.  Le 1er janvier 2018, il retourne à Bruxelles pour reprendre ses activités.